# ORM2
ORM2 (англ. Orosomucoid 2) – білок, який кодується однойменним геном, розташованим у людей на короткому плечі 9-ї хромосоми.  Довжина поліпептидного ланцюга білка становить 201 амінокислот, а молекулярна маса — 23 603.
| 10         |  | 20         |  | 30         |  | 40         |  | 50         |
| ---------- |  | ---------- |  | ---------- |  | ---------- |  | ---------- |
| MALSWVLTVL |  | SLLPLLEAQI |  | PLCANLVPVP |  | ITNATLDRIT |  | GKWFYIASAF |
| RNEEYNKSVQ |  | EIQATFFYFT |  | PNKTEDTIFL |  | REYQTRQNQC |  | FYNSSYLNVQ |
| RENGTVSRYE |  | GGREHVAHLL |  | FLRDTKTLMF |  | GSYLDDEKNW |  | GLSFYADKPE |
| TTKEQLGEFY |  | EALDCLCIPR |  | SDVMYTDWKK |  | DKCEPLEKQH |  | EKERKQEEGE |
| S          |  |            |  |            |  |            |  |            |

A: Аланін

C: Цистеїн

D: Аспарагінова кислота

E: Глутамінова кислота

F: Фенілаланін

G: Гліцин

H: Гістидин

I: Ізолейцин

K: Лізин

L: Лейцин

M: Метіонін

N: Аспарагін

P: Пролін

Q: Глутамін

R: Аргінін

S: Серин

T: Треонін

V: Валін

W: Триптофан

Задіяний у таких біологічних процесах як транспорт, гостра фаза запалення. 
Секретований назовні.